# (39457) 4167 T-3
4167 T-3 (asteroide 39457) é um asteroide da cintura principal. Possui uma excentricidade de 0.09797010 e uma inclinação de 5.27679º.
Este asteroide foi descoberto no dia 16 de outubro de 1977 por Cornelis Johannes van Houten e Ingrid van Houten-Groeneveld e Tom Gehrels em Palomar.